# Хитли, Норман
Норман Джордж Хитли (англ. Norman George Heatley; 10 января 1911 — 5 января 2004) — британский биохимик и биолог. Член команды ученых Оксфордского университета, которым удалось доказать антибиотические свойства пенициллина, эффективно очистить и выделить антибиотик для масштабного использования в качестве лекарственного препарата от бактериальных инфекций. Норман Хитли непосредственно работал над очисткой и извлечением пенициллина в количестве, достаточном для проведения первых клинических испытаний. Он также разработал метод обратной экстракции для эффективного выделения пенициллина в больших объёмах.

## Биография
Норман Хитли родился 10 января 1911 года в Вудбридже в графстве Суффолк, Англия, где в детстве любил плавание на маленькой лодке по реке Дебин, что стало причиной его пожизненной любви к парусному спорту. Был единственным ребёнком в семье ветеринара Томаса Джорджа Хитли и его жены Элис Грэйс. В детстве Хитли посещал школу в Фолкстон, а затем родители отправили его в Тонбриджскую школу, в которой у него начал развиваться интерес к биохимии. После окончания школы он поступил в колледж Сент-Джонс, Кембридж, и в 1933 году окончил кафедру естественных наук, а в 1936 году он получил докторскую степень по биохимии.
Первой целью Хитли было покинуть университет, чтобы создать собственную коммерческую аналитическую компанию, но он был приглашен в Линкольн-колледж присоединиться к команде ученых в школе патологии сэра Уильяма Данна при Оксфордском университете, работающих под руководством австралийского патолога Говарда Флори. Команда состояла из группы ученых с очень разными корнями, в том числе восточноевропейского химика Эрнста Чейна и Нормана Хитли, молодого, молчаливого биохимика.
В 1941 году Г.Флори и Н.Хитли уехали в США в поисках коммерческой помощи для исследований, где Хитли работал до июля 1942 года, затем вернулся в Оксфорд и работал в составе команды до 1978 года, занимаясь исследованиями антибиотиков и написанием своих научных работ (всего единолично и в соавторстве он опубликовал 65 работ).

## Научные исследования
Александр Флеминг в 1928 году открыл пенициллин случайно. На забытой чашке Петри вырос большой сгусток зелёной плесени. Между плесенью и сгустками желтых бактерий лежало множество мертвых микробов. Флеминг назвал свое открытие пенициллином, но пришел к ошибочному выводу, что он мало применим. Спустя 10 лет Хитли и другие члены команды Флори осознали потенциал открытия Флеминга. Тогда ученые столкнулись с проблемой очистки и выделения антибиотика. Норман Хитли предложил процесс экстракции и очистки, который позже использовался большинством промышленных производителей препарата в течение нескольких лет. В процессе очистки эфирный экстракт встряхивали с водой и с буфером или щелочью, что переносило пенициллин в водную фазу. Таким образом, Норман Хитли выдвинул предложение о переносе пенициллина обратно в воду путем изменения её кислотности.

### Испытания пенициллина на мышах
После открытия способа очистки антибиотика команда приступила к выращиванию достаточного количества пенициллина для проведения испытаний на животных. В мае 1940 года, были проведены испытания на восьми мышах. Из дневника Хитли: «После ужина с друзьями я вернулся в лабораторию и встретился с профессором, чтобы дать последнюю дозу пенициллина двум мышам. „Контрольные“ выглядели очень больными, но две обработанные мыши выглядели очень хорошо. Я оставался в лаборатории до 3:45 утра, когда все четыре контрольных животных были мертвы». Вся команда была в восторге от результатов исследования и с нетерпением ожидала тестирования пенициллина на человеке, что означало резкое увеличение производства антибиотика, так как человек в 3000 раз больше, чем мышь.

### Увеличение производства пенициллина
Ранее для выращивания культур использовались все виды лабораторного стекла, бутылок и контейнеров. Для увеличения производства антибиотика Норман Хитли разработал прямоугольный фарфоровый сосуд, застекленный изнутри, длиной 28 см, шириной 23 см и глубиной 6 см (для демонстрации интересующимся Хитли до конца жизни держал один из экземпляров). Сосуды были спроектированы так, чтобы вместить литр среды для выращивания культур на глубине 1,7 см, что являлось оптимальным для роста грибов и выхода пенициллина. Для реализации проекта Норман Хитли и коллеги обратились в компанию Джеймса Макинтайра, которая занималась производством столовой посуды.
В конце ноября 1940 года три изготовленных сосуда были протестированы и оказались полностью удовлетворительными. Говард Флори разместил заказ на несколько сотен. 23 декабря Хитли одолжил фургон и привез первую партию в Оксфорд, а на Рождество 1940 года началось масштабное производство пенициллина, позволяющее провести первые испытания на людях. В течение месяца у Хитли было 80 литров неочищенного раствора пенициллина, при этом 1-2 единицы пенициллина на миллилитр (мл) в сумме составляли примерно 100 000 единиц. Единица определялась с точки зрения эффективности, измеренной на специальной чашке для анализа культуры, изобретенной Хитли. Позже было показано, что единица была эквивалентна 0,6 микрограммам чистого пенициллина. (Разработка и промышленное производство позднее позволили увеличить выход пенициллина до 40000 единиц на мл).

### Испытания пенициллина на людях
Первым пациентом стал 43-летний полицейский Альберт Александер, умирающий от стафилококковой и стрептококковой инфекции — несколько месяцев до этого он поцарапал лицо кустом роз. Несмотря на усилия врачей, его голова и лицо были покрыты гнойными абсцессами, один из которых потребовал удаления глаза. 12 февраля 1940 года ему сделали инъекцию пенициллина, и он сразу начал поправляться. К 19 февраля он был на пути к выздоровлению, но запасы пенициллина закончились прежде, чем пациент был вылечен, что привело к его смерти. Несмотря на это, не было никаких сомнений, что пенициллин был новым и мощным лекарством от бактериальных инфекций.
Говард Флори не желал огласки и боялся, что Хитли и другие члены команды будут страдать из-за отчаянных родственников умирающих пациентов, если выйдут новости о достигнутом ими прогрессе. Впоследствии Флори и его команда решили работать только с больными детьми, которым требовались меньшие дозы пенициллина для лечения, до тех пор, пока команде не удастся улучшить методы производства антибиотика.
Следующим пациентом, получившим пенициллин, был Артур Джонс, 15-летний юноша, у которого была инфицирована рана после операции на бедре. До лечения его температура была выше 38 градусов по Цельсию в течение двух недель. В течение двух дней после введения пенициллина его температура пришла в норму. Четыре недели спустя пациент был здоров.
После этого последовательно производились партии пенициллина и были успешно использованы для лечения бактериальных инфекций. Результаты этих случаев были описаны в документе «Дальнейшие наблюдения за пенициллином», который был опубликован в «The Lancet» в августе 1941 года.

## Вклад в победу во Второй мировой войне
После успешного лечения отдельных пациентов от бактериальных инфекций с помощью пенициллина Флори и его команда поняли, что антибиотик может оказать влияние на исход войны, и составили проект по увеличению производства, но британские фармацевтические компании проявили мало интереса и поддержки. Норман Хитли и коллеги самостоятельно пытались улучшить выход пенициллина, но безуспешно. Фонд Рокфеллера, который поддерживал команду Флори, призвал его посетить США и обратиться за помощью к фирмам, поэтому в 1941 году Хитли и Флори отправились в Пеорию, штат Иллинойс. Там во время Великой депрессии была создана лаборатория для поиска методов использования сельскохозяйственных отходов, где работали специалисты по выращиванию плесени и микробов с использованием методов ферментации. Норман Хитли остался там и был назначен работать с доктором Эндрю Мойером. Сотрудничая, коллеги изменили некоторые детали, например, стали использовать лактозу вместо глюкозы. Мойер предложил добавить кукурузный раствор, побочный продукт экстракции крахмала, в питательную среду. Благодаря этим и другим изменениям они смогли увеличить выход пенициллина почти в 10 раз.Позже Хитли прекратил сотрудничество с доктором Мойером и работал в компании Merck & Co в Нью-Джерси, а Флори вернулся в Оксфорд.
В 1942 году Хитли узнал, что Мойер опубликовал результаты своих исследований, но не упомянул имя Хитли в работе, несмотря на первоначальный контракт, который предусматривал, что любые публикации должны создаваться совместно. Спустя пятьдесят лет Хитли признается, что был не расстроен, а удивлен двуличностью Мойера. Позже ему предстояло узнать, что у Мойера была веская причина взять на себя все заслуги: признание части работы Хитли затруднило бы подачу заявок на патенты.
В мае 1943 года Флори посетил Северную Африку с достаточным количеством пенициллина, чтобы испытать антибиотик как препарат для лечения военных ранений. Результаты были впечатляющими: незаменимое лекарство для армий союзников было найдено.
Война придала дополнительную актуальность поиску методов массового производства пенициллина. Цель состояла в том, чтобы произвести тысячи килограммов пенициллина для союзных войск. Команду Флори иногда обвиняли в том, что он дал Соединенным Штатам ценное изобретение, но позже Хитли сказал, что тогда у них не было выбора, кроме как искать коммерческую помощь от США, иначе пенициллин не был бы разработан так быстро.

## Награды
В 1948 году Норман Хитли был удостоен одной из трех стипендий Наффилда, а затем стал почетным членом колледжа Линкольна и колледжа Святого Иоанна в Кембридже.
В 1978 году он получил орден Британской империи, а также в том же году — Орден Почета (после ухода в отставку).
В 1991 году Хитли был удостоен почетной докторской степени по медицине от Оксфордского университета, одной из двух таких докторских степеней в истории университета, присужденных ученым-немедикам.

## Увлечения
Из слов семьи и коллег, Хитли обладал изобретательским талантом, который проявлялся даже в бытовых мелочах. Ему нравилось делать миниатюрную мебель из птичьих перьев, а после операции он настоял на том, чтобы принести домой из больницы пластиковые контейнеры для капельниц, срезав их, чтобы сделать контейнеры для пищевой продукции.

## Память
В настоящее время в Оксфорде проводится ежегодная лекция Хитли и присуждается стипендия его имени.

## Семья
До конца жизни Норман Хитли со своей семьей жил в доме по адресу: 12 OxfordRoad, Marston, Oxfordshire, который он и его жена Мерси Хитли купили в 1948 году, там они воспитали четверых своих детей: Роуз, Тэмсин, Джонатан и Крис. Хитли умер 5 января 2004 года в своем доме, на стене которого теперь установлена памятная доска в его честь.